# Rollulus rouloul

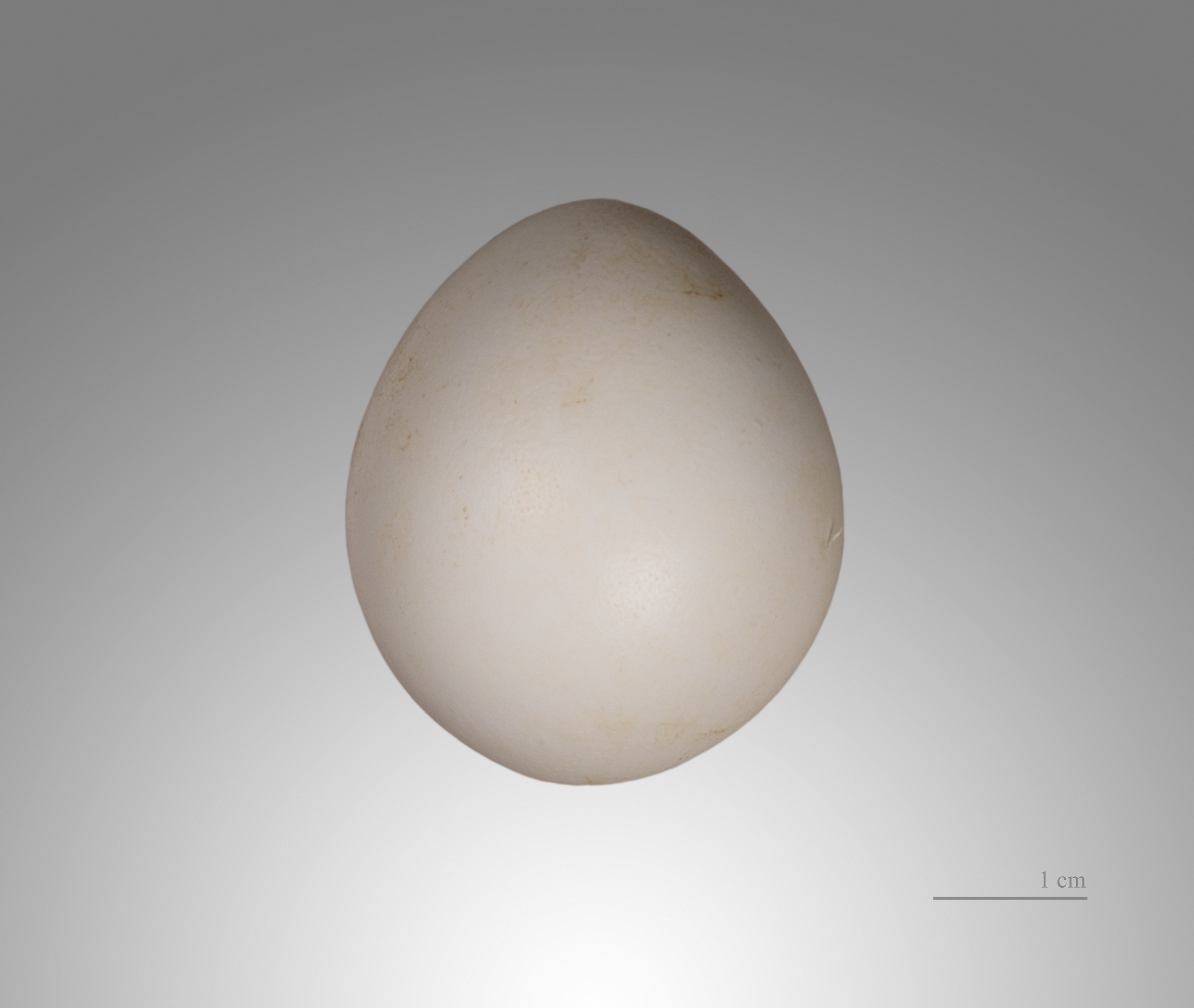
Huevo de Rollulus rouloul

La perdiz rulrul o codorniz rulrul (Rollulus rouloul) es una especie de ave galliforme de la familia Phasianidae, es el único miembro del género Rollulus. Habita en el sur de Birmania, Tailandia, Malasia, Sumatra y Borneo. No se conocen subespecies.